# Tessa Jowell
Tessa Jane Helen Douglas Jowell —de soltera Palmer— (Londres, Inglaterra; 17 de septiembre de 1947-Shipston-on-Stour, Inglaterra; 12 de mayo de 2018) fue una política británica perteneciente al Partido Laborista.

## Miembro del Parlamento
Electa a MP por Dulwich en la elección general del Reino Unido de 1992, de manera sucesiva fue nombrada como portavoz de la oposición en los temas de salud, un azote de la oposición y portavoz en las mujeres antes de volver al equipo de salud sombra en 1996.

### En el Gobierno

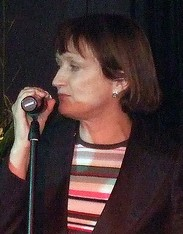
Tessa Jowell, 2007.

Jowell fue nombrada ministra de Estado en el Departamento de Salud después del aplastante trabajo electoral de 1997. De nuevo ella se movió, y fue elegida como ministra de Estado en el Departamento de Empleo y Educación en 1999. Fue nombrada secretaria de Estado en el Departamento para la Cultura, Entretenimiento y Deporte después de la elección general del 2001, remplazando así al despedido Chris Smith, Barón de Finsbury.
Una de sus principales preocupaciones como secretaria de Cultura fue preocupaciones de radiodifusión televisiva. Ella bloqueo a la BBC sus planes originales para el canal digital BBC 3 con el argumento de que eran suficientemente diferentes de las ofertas comerciales, e impuso condiciones adicionales en BBC News 24 después de haber sido criticada por los mismos motivos por el Informe Lambert. Ella fue responsable por los Communications Act 2003 que establecía una nueva regulación para los medios de counicación, OFCOM. También relajó las regulaciones sobre la propiedad de las estaciones de la televisión británica, aunque una prueba de «interés público» se introdujo como un compromiso después de una rebelión en el House of Lords. En 2004, Jowell enfrentó la resistencia a las propuestas de una serie de Las Vegas —estilo casino—. Ella se ocupó de las denuncias hacia la Lotería Nacional, quien se ha encargado de financiar programas que deben ser cubiertos por los impuestos de corriente. Ella supervisó una reestructuración en el sistema de financiamiento de las artes, pero perdió en la ronda de 2004-2005, ya que resulta en una reducción de su presupuesto departamental y la pérdida de los créditos fiscales para la producción de cine británico. En 2007 Jowell introdujo un nuevo sistema de gobernanza para la BBC —BBC Trust—, que sustituyó a la junta de gobernadores establecido. En 2012 la BBC Trust ha demostrado ser no aptos para el propósito y dar lugar a la renuncia del director general.

### Preferencias Políticas
Jowell fue un gran apoyo para el Partido Laborista y era totalmente fiel a su programa, ganándose una sólida reputación como una Blairite. En 2007, ella apoyo a Hazel Blears por la dirigencia del Partido Laborista. En 2009, fue promocionada como una posible ministra del gabinete que podría dimitir por el liderazgo de Gordon Brown con el fin de desencadenar una contienda por el liderazgo, como sea ella jamás lo hizo. En oposición, Jowell apoyó la campaña de David Miliband a convertirse en el líder del Partido Laborista, pero se mantuvo en el gabinete en la sombra de Ed Miliband. Ha estado involucrada en el movimiento azul del Trabajo en el Partido Laborista y fue colaboradora de El libro púrpura, basándose en su experiencia en la derecha del Partido Laborista.

### Olimpiadas Londres 2012
Jowell particularmente estaba a cargo de la exitosa oferta de Londres como sede de las Olimpiadas del 2012. A ella se le ocurrió la idea, durante su tiempo como secretaria de Cultura en el año 2002 cuando se decía que era muy poco apoyo que brindaba el gabinete desde adentro y que por lo mismo a muchos hacía pensar que París iba a ganar. Sin embargo, Jowell convenció al Gobierno para apoyar la candidatura y se fue adelante con ella. En 2004 se lanzó la licitación y luego, cuando se tuvo éxito, fue nombrada ministra de Juegos Olímpicos, en la cima de su cargo como secretaria de Cultura, con la responsabilidad ministerial total sobre la candidatura a los Juegos Olímpicos de 2006. En la licitación, el costo de los Juegos Olímpicos se estimó en 2.47 billones de euros, esto había saltado a 9.3 billones de euros en 2007. A pesar de estar situada en el Departamento de Cultura, Medios y Deporte, en el año 2007, siguió su trabajo como ministra de la Olimpiada en el tiempo de trabajo en la oficina. En mayo del 2010, la hicieron ministra en la sombra para los Juegos Olímpicos y habló en nombre de la nueva oposición partidista en los Juegos Olímpicos y es un trabajo que ha hecho desde entonces. Ella permaneció en el comité organizador Olimpiadas con Sebastian Coe y Jeremy Hunt, aunque ella ya no era ministra de Gobierno. Ella se convirtió en teniente de alcalde de la Villa Olímpica, porque ella era la responsable de hacer que los Juegos Olímpicos tuvieran lugar. Ella renunció a su papel como ministra en la sombra para los Juegos Olímpicos en septiembre de 2012 y regresó a los diputados sin cartera. Ella dimitió del Parlamento en las siguientes elecciones de 2015.

### Enfermedad y muerte
En su 70.º cumpleaños el 10 de septiembre de 2017, su familia hizo pública noticias que estaba enferma de cáncer cerebral desde mayo de ese año. En su cuenta de Twitter, ella «daba las gracias por el mucho amor y apoyo en su cumpleaños. Mucha gente está viviendo por mucho tiempo con cáncer, siendo esta mi promesa en mi cumpleaños». Jowell quería más tratamiento para pacientes con cáncer, con el conocimiento que el cáncer debe de ser tratado con más efectividad, con un rápido diagnóstico, gran acceso a tratamientos experimentales y con aumento en promedio de supervivencia.
Jowell presentó una hemorragia cerebral extensa el 11 de mayo de 2018 y cayó en coma profundo hasta su muerte al día siguiente a la edad de 70 años.

## Distinciones

### Órdenes
- Dama comendadora de la Orden del Imperio británico ( Reino Unido, 16 de junio de 2012).[6]

### Honores
- Miembro del Consejo Privado del Reino Unido con el título de La Muy Honorable ( Reino Unido, 1998).
- Libertad de la ciudad del municipio de Southwark ( Reino Unido, 12 de mayo de 2012).
- Baronesa Jowell en virtud de los Honores de Disolución de 2015 como diputada laborista en la Cámara de los Lores ( Reino Unido, 2015).[7]